# Distant Voices (Star Trek: Deep Space Nine)
"Distant Voices" és el divuitè episodi de la tercera temporada de la sèrie de televisió de ciència-ficció estatunidenca Star Trek: Deep Space Nine, el 64è de tota la sèrie. Originalment es van emetre en redifusió a partir del 10 d'abril de 1995. La història va ser escrita per Ira Steven Behr i Robert Hewitt Wolfe, mentre que l'episodi va ser dirigit per Alexander Singer i la banda sonora va ser creada per Dennis McCarthy.
Ambientada al segle XXIV, la sèrie segueix les aventures a Espai Profund 9, una estació espacial situada prop d'un forat de cuc estable entre els Quadrants Alfa i Gamma de la Via Làctia, prop del planeta Bajor, mentre els bajorans es recuperen d'una brutal ocupació de dècades pels imperialistes cardassians. En aquest episodi, un atac telepàtic al Dr. Julian Bashir (Alexander Siddig) li provoca un envelliment ràpid, ja que l'estació pateix una estranya fallada elèctrica i els seus companys de tripulació comencen a actuar de manera estranya. L'episodi va guanyar un Premi Emmy al «Millor Assoliment Individual en Maquillatge per a una Sèrie».

## Argument
Al seu dinar habitual, Dr. Bashir confessa a Garak la seva ansietat pel seu imminent trentè aniversari, explicant al cardassià que, en la cultura humana, els trenta anys generalment es consideren "la fi de la joventut i el començament de la llarga i lenta marxa cap a la mitjana edat". La seva conversa és interrompuda per Quark i el seu nou soci comercial, un leteà anomenat Altovar, que busca comprar un gel biomimètic, una substància altament restringida. Bashir s'hi nega i Altovar se'n va enfadat. Quan Bashir torna a la infermeria més tard, descobreix que Altovar ha entrat i està robant gel biomimètic dels seus subministraments mèdics. Altovar ataca Bashir amb un camp elèctric que el deixa inconscient. Es desperta i descobreix que ha començat a envellir ràpidament. A més, l'estació és fosca, parpellejant i deserta, aparentment havent patit alguna catàstrofe.
Bashir explora l'estació silenciosa i entra i es troba amb diversos membres de la tripulació discutint. Amb prou feines se n'adonen quan entra, i semblen impertorbables pels seus cabells grisos i la seva pell arrugada. Uns xiuxiuejos gairebé audibles ressonen de fons, i quan el Cap O'Brien comença a reparar el sistema de comunicacions, Bashir sent que els xiuxiuejos són en realitat les veus dels seus companys de tripulació, i que parlen d'ell. Diuen que està en coma i que s'està morint.
Bashir s'adona que la tripulació i l'estació buida són totes al seu cap, i que en realitat viu en un estat de somni dins de la seva ment comatosa. Altovar apareix, agafa la Tinent Dax i se l'enduu. Bashir sent que ha perdut alguna cosa i s'adona que cada membre de la tripulació en aquesta visió representa un aspecte diferent de la seva personalitat. Quan Altovar captura el Comandant Sisko, és com si li hagués pres la part més estable i capaç de la seva psique, deixant-lo paralitzat. Altovar amenaça de matar tots els membres de la tripulació, erosionant la ment de Bashir fins que no en queda res.
Bashir envelleix ràpidament, arribant a un estat debilitat i envellit. Ell i Garak van a Ops, on els últims membres de la tripulació jeuen moribunds. Garak insisteix a Bashir, intentant convèncer-lo que es rendeixi i mori, però Bashir treballa amb les seves últimes forces per esbrinar què està passant. Garak es torna més insistent i Bashir descobreix que en realitat és Altovar. Sabent això, pot ignorar les burles de Garak i tornar a la infermeria, la seva base a l'estació. Això li dóna més força i la utilitza per atrapar i matar Altovar amb el camp d'esterilització de la infermeria. Es desperta del coma, amb els seus companys de tripulació reals vigilant-lo. L'informen que mentre lluitava contra la il·lusió psíquica d'Altovar, el veritable Altovar va activar l'alarma de seguretat de la infermeria i va ser arrestat per Odo poc després del robatori.
Després, mentre Bashir dina amb Garak, diu que no pot evitar prendre-s'ho com una cosa personal que la ment de Bashir el presenti com algú poc fiable. Afegeix: "Encara hi ha esperança per a vostè, doctor".

## Actors convidats
- Andrew J. Robinson - Garak
- Victor Rivers - Altovar
- Ann H. Gillespie - Infermera

## Producció
El títol provisional d'aquest episodi era "Too Many Rooms". La idea original de Joe Menosky no incloïa membres habituals del repartiment a la fantasia de Bashir; en canvi, diferents actors interpretaven diferents aspectes de la vida de Bashir, com ara "Joventut", "Edat", "Alegria", etc. Ronald D. Moore va tenir la idea d'ambientar la fantasia a l'estació i utilitzar el repartiment habitual.

## Recepció
Keith DeCandido, en una ressenya de l'episodi per a Tor.com el 2013, li va donar una puntuació de cinc sobre deu. Considera que encara és divertit de veure, però només gràcies a Siddig el-Fadil i Andrew J. Robinson, i que tot l'episodi val la pena per la conversa entre Bashir i Garak sobre el complir trenta anys.

## Llançaments
Aquest episodi es va publicar en LaserDisc al Japó el 2 d'octubre de 1998, a la col·lecció de mitja temporada 3rd Season vol.2. El conjunt incloïa episodis de "Destiny" a "The Adversari" en discos òptics de 12 polzades de doble cara; el conjunt de caixa tenia un temps d'execució total de 552 minuts i incloïa pistes d'àudio en anglès i japonès.
L'episodi es va publicar en vídeo casolà per Paramount en VHS (número de catàleg) VHR 4143, combinat amb "Visionary".